# Damar Condong
Damar Condong is een bestuurslaag in het regentschap Langkat van de provincie Noord-Sumatra, Indonesië. Damar Condong telt 1262 inwoners (volkstelling 2010).